# スポロディニエラ
スポロディニエラは、ケカビ目のカビである。昆虫の死体だけに発生して発見される。

## 特徴
スポロディニエラ(Sporodiniella)は、ケカビ目に所属するカビである。胞子嚢柄の先端が散形に分枝し、それぞれの先端に不実棘状突起との対で胞子嚢をつけるのが特徴である。ただ一種(S. umbellata)のみが知られている。
かなり大柄なカビで、背丈は数cmを越える。基質から多数の胞子の柄を立ち上げる。柄は途中では分枝を出さず、先端で多数の分枝が散房状に出る。その分枝のそれぞれの先端からはさらに数本の枝が広がるように出る。これらの最後の枝はその先端が不実の棘となっており、その基部近くの上側の方へ短い柄を出し、その先に胞子嚢を生じる。全体として見ると、長い枝の先にくす玉かぼんぼりのような細かい枝分かれが着いているように見える。
胞子嚢は球形で径20-65μ、大きな柱軸がある。胞子嚢の壁はほぼ滑らかで、胞子が成熟するとその壁がとろけるようにして胞子が放出される。胞子嚢胞子は径3.5-6μ、ほぼ球形で表面に細かい突起がある。
接合胞子嚢はケカビなどのそれによく似たもので、表面に網状の模様がある。自家不和合性である。
培養する場合、通常の培地でよく成長し、成長速度は早い。よく育つとシャーレの中が一杯になるという。

## 歴史
このカビは、最初にBoedijinによって1958年にインドネシアで発見されたものである。属名はSporodinia(フタマタケカビの別名)に由来する。その後長らく発見がなく、最初の記載でタイプ株の指定がなかったなどのことから、この種の存在は疑問視されたこともある。しかし、1977年にH.C.EvansとR.A.Samsonがエクアドルから再発見し、詳細な報告を出したことでその存在が再確認され、詳しいことが分かるようになった。その後台湾からも発見され、世界の熱帯に広く分布するものと考えられている。現在は日本でも発見されている。

### 日本での発見
このカビは近年日本でも発見されたが、国内での生育状況の解明にインターネットのコミュニティがかかわったという点でも特異である。接合菌の研究者である出川洋介（現神奈川県立生命の星・地球博物館菌類担当学芸員）は1996年にトンボの研究者から持ち込まれたものがこれであるのを発見し、これが日本で最初の発見であった。しかしその後続報がなかった。ところが2003年に出川は菌類の写真撮影を行っている人の作品にこのカビが写っているのを見せられた。それの追跡を行ううち、そのメンバーがこのカビについてweb上の日記に掲示したところ、日本各地よりこのカビ発見の連絡が入るようになり、2004年には接合胞子がこれらの情報から発見されるに至った。現在もその手の掲示板では発見報告が度々なされているようである。ちなみにネット上では『虫ケカビ』(時に虫カビ)と呼ばれているようである。
インターネット上でのやりとりで菌類が登場するのは、キノコであれば珍しいものではないが、カビがこのような形で登場し、新発見に関わったというのは、希有のことと言っていいだろう。ただし、今後もこのようなことがあるかというと難しい。肉眼でそれとわかるカビ、というのはそう無いからである。

## 生態
野外での発見は、常に昆虫の死体から発見されている。エクアドルではカカオの農園から多数発見され、特にツノゼミ科の昆虫からの発見が多かった。Evansらは死んだばかりの昆虫を培養した場合にもこの菌が出現したことから、これが昆虫の病原体として働いていると考えた。ただ、それ以外の昆虫にも発見されており、それらは死んで時間が経ったものなので、腐生的活動もしているのだと判断している。一般的な培地での培養が可能なので、範疇としては腐生菌または条件的寄生菌である。日本でもさまざまな昆虫から発見されており、中にはクモの網にかかった昆虫からの発生が確認された例もある。
また、接合胞子は野外でまれに発見されている。エクアドルでは七月に発見されており、Evansらはその発生が乾燥によって導かれ、この菌は乾季をこの形で乗り切るのではないかと示唆している。
日本では各地で発見されるようになったが、すべて夏期から秋にかけてである。先述のように接合胞子が発見されており、このことはこの菌が日本に定住している事の証拠であり、夏だけ飛んできて活動するものではないことの証拠と出川は言っており、おそらく夏期にだけ活発に活動し、接合胞子で冬を乗り切るのだろうと推測している。

## 分類
この属のものはこの種しか知られていない。似たものとしてフタマタケカビが上げられることが多い。古典的な分類では両者を共にケカビ科に所属させることが多かった。後にフタマタケカビと同様にキノコの条件的寄生菌であるディクラノフォラとタケハリカビも合わせ、ディクラノフォラ科が提唱された。
その後、分子系統による見直しの結果、この科にはさらにツガイケカビを含める説も浮上した。しかし、2013年の報告ではこの科の独立性は認められておらず、本属はその科の所属を保留とされている。このデータでは最も近いのはヒゲカビとなっている。